# Tipi-tii
Tipi-tii – utwór fińskiej piosenkarki Marion Rung, napisany przez Kari Tuomisaari i Jaakko Salo, a nagrany oraz wydany w 1962 roku. Kompozycja reprezentowała Finlandię podczas finału 6. Konkursu Piosenki Eurowizji w tym samym roku.
Podczas finału konkursu, który odbył się 18 marca 1962 roku w luksemburskim Villa Louvigny, utwór został zaprezentowany jako pierwszy w kolejności i ostatecznie zdobył 4 punkty, zajmując siódme miejsce w końcowej klasyfikacji. Dyrygentem orkiestry podczas występu wokalistki był fińsko-rosyjski muzyk George de Godzinsky.